# 高賓街

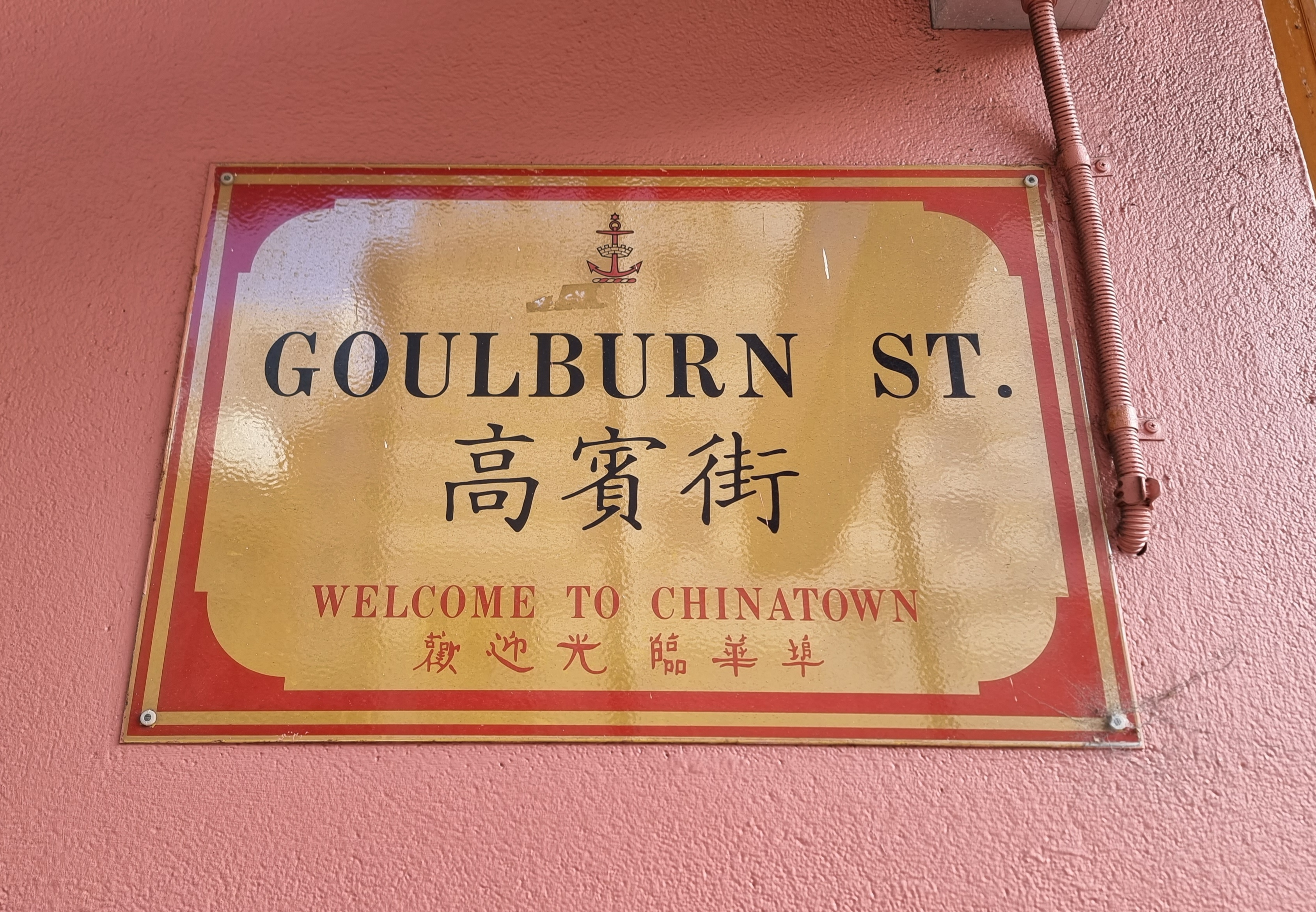
高賓街雙語路牌

高賓街是澳洲新南威爾斯州悉尼商業中心區南部的一條街道，西起達令港及華埠，東至達令赫斯特及沙厘山的皇冠街。
沿街建築有世界廣場、澳洲家事法院利安奴·寶雲大廈、悉尼共濟會中心及悉尼警察中心。
商業中心區內唯一由悉尼市地方政府行政區議會營運的停車場位於高賓街夾伊利沙伯街處，亦是澳洲首個上空權停車場，於1963年開放，橫跨環城線的6條軌道。